# 福卡灣
福卡灣（英語：Foca Cove），是南極洲的海灣，位於南奧克尼群島的西格尼島西面，處於福卡角以南，由英國南極名稱諮詢委員命名，現時由南極條約體系管理。